# 利根さやな
利根 さやな（とね さやな、1994年3月24日 - ）は、日本の歌手、タレント、アイドル。サンスポアイドルリポーター（以下SIR）の元メンバー。愛称は「さやなん」。神奈川県出身。身長159cm、B95W66H92。血液型はO型。

## 人物
- 趣味はアイドル鑑賞、お酒を飲むこと[2]。特技はバスケ[2]、全力の煽り、一発モノマネ[1]。
- ソロ活動時のイメージカラーは黄色。
- SIRでのイメージカラーはプリン（色）。

## 来歴
- 2014年8月、CutieCrew（キューティクル）の結成に参加し、9月にデビュー。のちCutieCrewZ（キューティークルーズ）に改称し、2016年3月でユニットが活動休止となるまで活動する。
- 2015年11月から、自身が主催しソロシンガーとしても出演する対バンライブ「なちょフェス」を開始する。
- 2016年秋、サンスポアイドルリポーター SIRの6期候補生に選ばれ、約3か月の公開オーディションの結果2017年1月に特別賞を受賞し、条件付きで正規メンバーとして加入。その条件は「7月末までに10キログラム減量できなければ脱退」というものであった[3]が、7月に無事減量を達成した。
- 2021年5月に卒業した西野亜弥の後任として、6月よりサンスポアイドルリポーター4代目統括リーダーに就任[4][5]。
- 2022年10月31日のSIRハロウィンライブで2023年2月末日のSIR卒業を表明した[6][7]。。
- SIRメンバー間対抗イベントでは2022年度の銀玉サーキットで優勝[8][9]、卒業直前の2023年3月3日に「キセキの証明」を披露した[10][11]。
- 2023年3月11日、秋葉原P.A.R.M.Sで開催された卒業公演をもって6年間所属したSIRを卒業した[12][13][14]。
- SIRの活動とソロ歌手としての活動を並行して行っていたほか、ダンスボーカルユニット「恋合艦隊」でのユニット活動も行っていた[15]。
- 2024年4月10日、自身のX（旧Twitter）にて同い年の一般男性と結婚したことを報告した[16]。
- 2025年4月1日、自身のX（旧Twitter）にてエアークラフトキャリアを退所しフリーになったことを報告した。[17]。

## 出演

### ライブ（主催）
- なちょフェス（2015年11月23日、AKIHABARA SIXTEEN）
- なちょフェスvol.2〜利根さやな生誕祭〜（2016年3月18日、恵比寿 club aim）
- なちょフェスvol.3（2016年6月2日、恵比寿 club aim）
- なちょフェスvol.4〜利根さやな2周年記念〜（2016年8月13日、恵比寿 club aim）
- なちょフェスvol.5〜なちょフェス1周年〜（2016年11月19日、AKIHABARA SIXTEEN）
- なちょフェスvol.6（2017年4月9日、恵比寿 club aim）
- なちょフェスvol.7〜レコ発ライブ〜（2017年9月10日、四谷LOTUS）
- なちょフェスvol.8（2017年12月30日、恵比寿 club aim）
- 利根さやな1stワンマンライブ Princess Time （2018年3月24日、恵比寿 club aim）
- なちょフェスvol.9〜利根さやな4周年記念〜（2018年7月17日、渋谷REX）
- なちょフェスvol.10（2018年12月29日、恵比寿 club aim）
- 利根さやな2ndワンマンライブ 〜Smile World!〜（2019年3月24日、四谷LOTUS）
- なちょパレード vol.1（2019年7月27日、スタジオベイド下北沢店）- 初の単独定期公演
- なちょフェスvol.11（2020年10月17日、TSUTAYA O-crest）
- 利根さやな3rdワンマンライブ ～TONE ROCK!～（2020年10月17日、TSUTAYA O-crest）
- なちょフェスvol.12（2020年5月2日、恵比寿 club aim）
- なちょフェスvol.13（2021年11月28日、青山RiZM）
- 利根さやな4thワンマンライブ -STRONG 387% GIRL!!-（2021年11月28日、青山RiZM）
- なちょフェスvol.14（2022年4月3日、恵比寿 club aim）
- なちょフェスvol.15（2022年11月3日、五反田G3）
- 利根さやな5thワンマンライブ LOVE is TONE TOWN in YOKOHAMA（2022年12月18日、横浜BAYSIS）
- なちょフェスvol.16（2023年4月2日、五反田G2）
- なちょフェスvol.17（2023年9月3日、五反田G3）
- なちょフェスvol.18（2023年12月3日、池袋BlackHole）
- 利根さやな6thレコ発＆バンドワンマンライブ～RELEASE PARTY!!～（2023年12月3日、池袋BlackHole）
- なちょフェスvol.19（2024年3月24日、五反田G3）
- なちょフェスvol.20（2024年8月31日、渋谷近未来会館）
- なちょフェスvol.21-とね生誕-（2025年4月20日、新宿ACE）

### 舞台
- 劇団SPACETRIP 第8回公演「OTOGI☆ROCK」（2015年7月3日 - 5日、千本桜ホール） - 夜叉 役

### テレビ
- 東京オーディション（仮）（2016年3月、TOKYO MX） - イイね！ガールズ
- 真夜中のおバカ騒ぎ! 原口の穴（2016年8月、千葉テレビ放送・TOKYO MX） - マヨバカ虎の穴研究生として[18]
- SIRオーディション〜6期生への道〜（2016年11月 - 2017年1月、TOKYO MX）
- 開店!SIRのパチスキ!（2016年11月 - 2021年3月、TOKYO MX)
- 世界一受けたい授業 2時間SP（2021年1月30日、日本テレビ） - 再現ドラマ 「妻が口をきいてくれません」 地下アイドルの玲ちゃん 役[19]

### ラジオ
- 「おつコンD」（2024年10月27日、狛江ラジオ放送）[20]

### インターネット放送
- ペーパーアイドル（2016年11月 - 2020年3月、文化放送超!A&G+）
- SIRパチンコ放送局「新装開店！SIRの生パチ！」（2016年11月 - 、ニコニコ生放送公式チャンネル）
- 矢口真里の火曜The NIGHT（2018年2月、2022年6月15日[21]、AbemaTV）
- 全日本○○グラドルコンテストグランプリ（2018年11月3日 - AbemaTV）

## 作品

### DVD
- イエーイ！さやなんです！（2015年6月19日、メディアブランド）

### CD
シングル
- Star （2017年9月10日）
  1. Star
  2. Shine Smile
- Lonely Princess （2018年3月24日）
  1. Lonely Princess
  2. brand new days!
- Give Love （2018年12月29日）
  1. Give Love
  2. 笑顔の理由
- 虹色の約束（2023年12月1日）
  1. 虹色の約束
  2. 始まるStory
  3. STRONG GIRL!!

アルバム
- POP'N SMILE （2020年10月09日）
  1. GiveLove
  2. brand new days!
  3. LpnelyPrincess
  4. 僕らのエール
  5. ShinySmile
  6. GloryDays
  7. 笑顔の理由
  8. FULL SPEED
  9. 君がいたから
  10. Star

### CD未収録曲
- Lonely Night（2023年12月3日）[22]。
- Next Stage (2025年4月20日）[23]。

### デジタルリリース
CD シングル
- STRONG GIRL!! （2022年1月7日）